# Observatorio de Autonomía Municipal
El Observatorio de Autonomía Municipal (OdAM) es una instancia creada para apoyar los procesos de análisis, formulación y diseño de las políticas que favorezcan la autonomía municipal en Centroamérica y República Dominicana.  Este trabajo se alcanza innovando metodologías de agregación de información, bajo esquemas de trabajo articulados entre beneficiados y gestores. El OdAM es una unidad vinculada con las Asociaciones Nacionales de Municipios, con un carácter interdisciplinario y su funcionamiento es continuo. Es parte de la Fundación DEMUCA de la Cooperación Española para el Desarrollo (AECID)

## Historia
El OdAM surge como una necesidad planteada por las Asociaciones Nacionales de Municipios en Centroamérica y República Dominicana ante una serie de cambios políticos e institucionales que han repercutido en procesos de reestructuración tanto de las funciones del Estado, como de las normativas que regulan y tutelan la administración pública. En el ámbito municipal, esas reestructuraciones también han sido evidentes y consecutivas; mismas que se pueden apreciar por ejemplo, con las políticas de descentralización con las que se busca garantizar acciones desde el Gobierno central hacia los Gobiernos locales que legitimen la autonomía municipal.
Es ante este contexto cuando la Fundación DEMUCA, establece un convenio marco con el Observatorio del Desarrollo de la Universidad de Costa Rica para hacer efectiva la construcción del OdAM. Esto dado que, sí bien es cierto la Fundación cuenta con amplia experiencia en temas vinculados con el desarrollo municipal y su autonomía, era necesario contar con expertos para la construcción de un observatorio temático especializado. El OdAM actualmente es coordinado por el PhD. Jean-Paul Vargas y está conformado por un grupo de expertos investigadores en cada uno de los países de la región comprendida. Coordinación programa gerencia del conocimiento-OdAM (enlace roto disponible en Internet Archive; véase el historial, la primera versión y la última).

## Publicaciones e investigaciones
Entre las principales publicaciones y procesos investigativos llevados a cabo por el OdAM, están:
- OdAM. Observatorio de Autonomía Municipal: La autonomía Municipal en Centroamérica y República Dominicana
- Ingeniería y comportamientos electorales a nivel municipal en Centroamérica y República Dominicana
- Territorialización de políticas públicas: Coordinación interinstitucional en Centroamérica y República Dominicana
- Autonomía Política: Gobernanza municipal en Centroamérica y República Dominicana
- Índice de Percepción de la Autonomía Municipal: Centroamérica y República Dominicana